# Muhlenbergia mexicana
Muhlenbergia mexicana là một loài thực vật có hoa trong họ Hòa thảo. Loài này được (L.) Trin. mô tả khoa học đầu tiên năm 1824.

## Hình ảnh

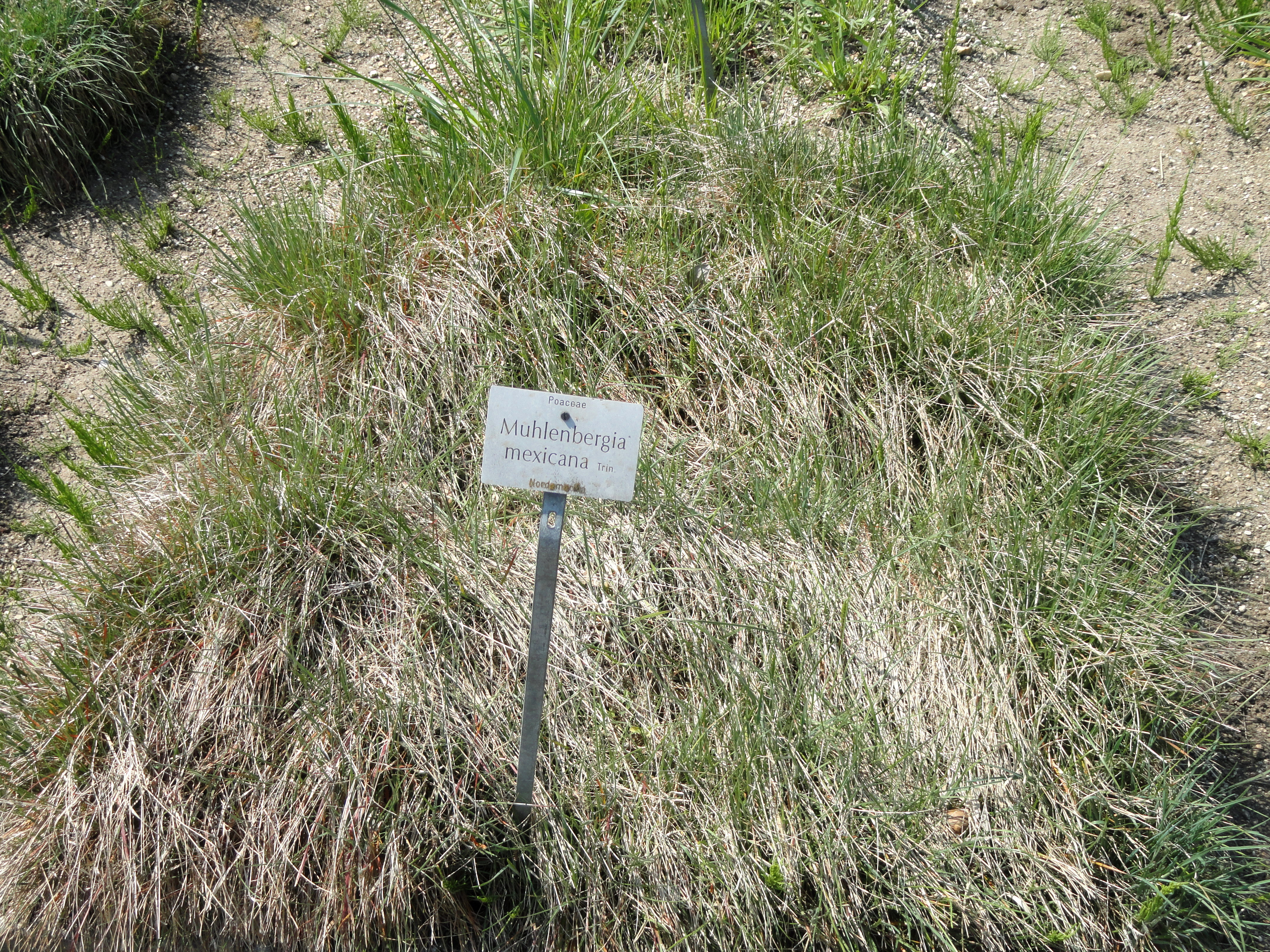